# Samuel C. Crafts
Samuel C. Crafts (Woodstock, 1768. október 6. – Craftsbury, 1853. november 19.) az Amerikai Egyesült Államok szenátora (Vermont, 1842–1843).